# Francisco Xavier da Silva
Francisco Xavier da Silva, mais conhecido como Xavier da Silva (Castro, 2 de abril de 1838 — Rio de Janeiro, 11 de junho de 1922), foi um advogado, magistrado e político brasileiro. Foi governador (na época denominado de presidente) do Paraná em quatro ocasiões e também senador pelo mesmo estado.

## Biografia
Filho de David Antônio Xavier da Silva e de d. Generosa de Monte Carmelo Xavier, Francisco nasceu na fazenda dos seus pais no município da Castro (nesta época, interior da provincial de São Paulo) em 838. Iniciou seus estudos em sua terra natal e formou-se em Humanidades na capital da recente província do Paraná, Curitiba, e em 1860 diplomou-se em Ciências Jurídicas e Sociais na cidade de São Paulo.
Ao retornar para o Paraná, foi intendente municipal (denominação da época para o cargo de prefeito) de Castro entre os anos de 1877 a 1881 e de 1889 a 1891. De convicção republicana, se adaptou bem ao novo regime governamental brasileiro depois de 15 de novembro de 1889 e de administrador da cidade de Castro, passou a administrar o Paraná quando foi eleito Presidente do Estado em 1892.
Xavier da Silva foi um homem modesto e demasiadamente introspectivo, o que o tornava um "esquisitão", tendo ganhado o apelido de "O Monge", tanto pelos adversários como pelos aliados políticos.
Reeleito em 1900 e em 1908, suas administrações são consideradas, indiscutivelmente, as melhores de um período tumultuado, que vão desde uma revolução que quase dividiu o país (Revolução Federalista), passando pela disputa com o estado vizinho, Santa Catarina, que culminou, anos mais tarde, com o advento da Guerra do Contestado, e as adaptações políticas, pois o país, naquela virada de século, tinha deixado para trás um sistema monárquico que imperou por décadas a política brasileira. Foi notável economista, administrando o estado com mão forte e contendo os desperdícios em todas as secretárias. São conhecidos alguns fatos de seu governo, como o ocorrido em seu início de segundo mandato, quando encontrou no forro do palácio, garrafas de champanhe. Homem prático, ele deu ordens para que fossem vendidas. Mas como no relatório do almoxarife não constasse a receita da venda, interpelou: A importância era mínima, presidente, pensei... As garrafas não eram suas, nem minhas, mas do Estado. O resultado da venda deverá aparecer no relatório e eu creio que o senhor compreenderá. (eram garrafas vazias...); ou no seu último período governamental, em 1908, quando as contas do estado estavam atrasadas vários meses. Determinou ao Secretario da Fazenda que começasse a pagar em primeiro lugar os funcionários mais humildes. Passado algum tempo o Secretario trouxe-lhe o dinheiro correspondente ao salário de presidente e o respectivo recibo. Xavier da Silva redarguiu-lhe irônico: - Bravos, senhor Secretario. Não imaginei que as finanças se restabelecessem em tão poucas semanas. Meus parabéns! Vexado, o Secretario corrigiu: - Não, senhor presidente. Melhoramos, mas não ao ponto que o senhor imagina. Pensei que o senhor pudesse estar necessitado e por isso lhe trouxe o ordenado. – Desculpe-me, doutor, mas houve engano. O meu ordenado será o último que o senhor pague, sem desobedecer minhas ordens... O Secretario saiu com o rabo entre as pernas... Auxiliou, em muito, as indústrias locais a crescerem e outro destaque em seus governos foi para com a educação, quando criou e desenvolveu grupos escolares com estruturas pedagógicas modernas para a época, além de construir estrada, pontes e inúmeros edifícios públicos para abrigar instituições do Estado. Também estimulou a política de imigração e incentivou o plantio do trigo.
No primeiro governo licenciou-se para tratamento de saúde, afastando-se da administração e do Paraná, de 18 de abril de 1893 ate 14 de julho de 1894, ocupando assim a presidência o então vice-presidente Vicente Machado, que teve uma administração conturbada ocasionada pela Revolução Federalista.
Em seu terceiro mandato, foi um dos mentores da coligação republicana que reuniu os antigos inimigos, pica-paus e maragatos, mas, por outro lado, foi muito questionada nesse episódio que culminou com o desafeto de algumas personalidades como: João Menezes Dória e Amazonas de Araújo Marcondes.
Para o povo, era um líder carismático, e desta maneira foi eleito para o senado em seis legislaturas consecutivas entre as décadas de 1910 e 1920.
Consolidada a república, Dr. Xavier da Silva foi um dos seus pilares no estado do Paraná.

### Falecimento e homenagem
Francisco Xavier da Silva faleceu na cidade do Rio de Janeiro, como senador, em 11 de junho de 1922.
São inúmeras as homenagens ao "Monge" da política paranaense, mas uma, em especial, esta localizada na capital paranaense. Um dos colégios criados em sua administração, em 1904, com a denominação de "Grupo Escolar Modelo" foi rebatizado para "Grupo Escolar Dr. Xavier da Silva" em 1929 em sua memória.